# Azucarera Ebro Agrícolas
Azucarera Ebro Agrícolas, S.A. fue una empresa española perteneciente a la industria alimentaria.

## Historia
La empresa fue constituida en 1998 a partir de la fusión de la Sociedad General Azucarera de España con Ebro Agrícolas, Compañía de Alimentación. Su nacimiento se produjo en un contexto de concentración empresarial en el sector alimentario español. La nueva sociedad poseía una importante red de fábricas e instalaciones por toda la geografía nacional. En el año 2000 se acordó la fusión con la empresa Puleva, de cuya unión nació el grupo Ebro Puleva.